# Zweiter Kappelerkrieg
Der Zweite Kappelerkrieg war 1531 die Fortsetzung des Ersten Kappelerkriegs, der 1529 ohne Kampfhandlungen mit dem Ersten Kappeler Landfrieden beendet wurde.
Bei den Kappeler Kriegen handelt es sich um die ersten europäischen Religionskriege nach den Hussitenkriegen und nach dem Beginn der Reformation. Die zwei Kriege wurden durch die reformierten Kantone unter der Führung Zürichs mit dem Reformator Huldrych Zwingli gegen die fünf inneren katholischen Berg-Kantone geführt. Wie bereits im Alten Zürichkrieg spielte dabei auch die von Zürich verhängte Getreidesperre gegen die Innerschweiz eine wesentliche Rolle.
Die Abmachungen des ersten Kappeler Landfriedens hielten denn auch nicht lange. Wesentlichen Einfluss hatte die Entwicklung im Reich. Die Beschlüsse des Augsburger Reichstags steigerten das Misstrauen zwischen den katholischen und reformierten Parteien in der Schweiz. Einmischungen in die Glaubensverhältnisse der gegnerischen Gebiete verstärkten diese Haltung. Zürich wurde vorgeworfen, sich neue Gebiete einverleiben zu wollen. Als die katholischen inneren Orte die Hilfe im Müsserkrieg verweigerten, drängte der Zürcher Reformator Zwingli auf einen neuen Waffengang. Die im Christlichen Burgrecht verbündeten Orte verhängten erneut eine Lebensmittelsperre gegen die inneren Orte, worauf diese am 9. Oktober 1531 Zürich den Krieg erklärten. In der Schlacht bei Kappel erlitten die isolierten und schlecht geführten Zürcher, die vergeblich auf rechtzeitige Unterstützung aus Bern warteten, am 11. Oktober 1531 eine Niederlage. Zwingli fiel in dieser Schlacht.
In der dreizehn Tage später stattfindenden Schlacht am Gubel wurde der Krieg endgültig zugunsten der katholischen Orte entschieden und Friedensverhandlungen eingeleitet. Mit dem Zweiten Kappeler Landfrieden wurde der Zweite Kappelerkrieg beendet und damit die weitere Ausbreitung der Reformation in der deutschsprachigen Schweiz beendet.

## Zeitgenössische Darstellungen

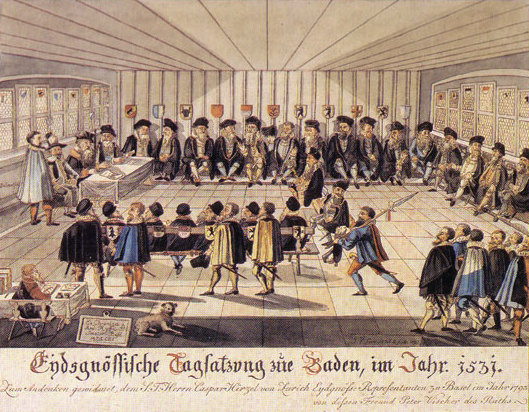
Tagsatzung im Badener Rathaus im Jahr 1531

Die Ereignisse des zweiten Kappelerkriegs wurden in der zeitgenössischen Chronistik – unter anderem von Aegidius Tschudi und Heinrich Bullinger – sowie in zahlreichen Augenzeugenberichten erinnert: Hans von Hinwil nennt die Namen von dreissig gefallenen Zürcher Ratsherren sowie Anzahl und Art der auf Zürcher Seite verlorenen Geschütze. Der Zürcher Kanonengiesser und Artilleriehauptmann Peter Füssli – auch er altgläubig und auf Seiten der Zürcher im Einsatz – rechtfertigte sein militärisches und persönliches Verhalten im Rahmen einer detaillierten Schilderung der Schlacht. Die Rückkehr der kriegsversehrten Zürcher und Angst der überlebenden Zürcher Anhänger Zwinglis vor einem weiteren Vorrücken der Gegner beschrieb Thomas Platter der Ältere in seiner Autobiographie.

## Literarische Bearbeitungen
Die Schlacht bei Kappel ist Motiv in Werken der Schweizer Literatur, so in Gottfried Kellers Novelle Ursula, aber auch in Conrad Ferdinand Meyers unvollendetem Roman Der Komtur und dessen Ballade „Der Rappe des Komturs“ (beide über den in der zweiten Schlacht gefallenen Komtur Konrad Schmid).